# 파피안
선형대수학에서 파피안(영어: Pfaffian)은 짝수 차원의 정사각 반대칭 행렬에 대하여 정의하는 다항식이다. 이러한 행렬의 행렬식은 파피안의 제곱이다.

## 정의
가환환 {\displaystyle K}가 주어졌으며, {\displaystyle K} 계수의 {\displaystyle 2n\times 2n} 실수 반대칭 정사각 행렬 {\displaystyle A\in \operatorname {Mat} (2n,2n;K)}가 주어졌다고 하자. 그렇다면, {\displaystyle A}의 파피안 {\displaystyle \operatorname {pf} (A)}는 다음과 같다.
{\displaystyle \operatorname {pf} A={\frac {1}{2^{n}n!}}\sum _{\sigma \in \operatorname {Sym} (2n)}\operatorname {sgn} (\sigma )\prod _{i=1}^{n}A_{\sigma (2i-1),\sigma (2i)}\in K}
여기서
- {\displaystyle \operatorname {Sym} (2n)}은 {\displaystyle \{1,2,\dotsc ,2n\}}의 순열들의 집합이다.
- {\displaystyle \operatorname {sgn} (\sigma )\in \{\pm 1\}}는 순열의 부호수이다.

위 공식을 따르면, {\displaystyle K}에서 {\displaystyle n!}의 역수가 존재해야 하는 것처럼 보이지만, 사실 그렇지 않다. 위 합에서, 각 항이 {\displaystyle 2^{n}n!}번 등장하므로, 사실 위 공식에서 나눗셈이 필요하지 않다. 구체적으로, {\displaystyle \{1,2,\dotsc ,2n\}}의 분할 가운데, 크기 2의 집합들로 구성된 것들의 집합을 {\displaystyle \pi (2n)}이라고 하자. 그 크기는
{\displaystyle |\pi (2n)|={\frac {(2n)!}{2^{n}n!}}}
이다. {\displaystyle \pi (2n)}의 원소는 표준적으로
{\displaystyle a=\{\{a(1),a(2)\},\{a(3),a(4)\},\dotsc ,\{a(2n-1),a(2n)\}\}}
{\displaystyle \forall k\colon a(2k)<a(2k+1)}
{\displaystyle a(1)<a(3)<a(5)<\dotsb <a(2k-1)}
의 꼴로 적을 수 있다. 이를 순열
{\displaystyle \{1,\dotsc ,2n\}\to \{1,\dotsc ,2n\}}
{\displaystyle k\mapsto a(k)}
로 간주했을 때, 이는 포함 사상 {\displaystyle \pi (2n)\hookrightarrow \operatorname {Sym} (2n)}을 정의한다. 그렇다면, 파피안은 다음과 같다.
{\displaystyle \operatorname {pf} A=\sum _{a\in \pi (2n)}\operatorname {sgn} (a)A_{a(1),a(2)}A_{a(3),a(4)}\dotsm A_{a(2n-1),a(2n)}\in K}

### 고윳값을 통한 정의
실수 반대칭 행렬의 경우, 파피안은 고윳값으로 간단히 표현된다. {\displaystyle 2n\times 2n} 실수 반대칭 정사각 행렬 {\displaystyle A\in \operatorname {Mat} (2n,2n;\mathbb {R} )}의 고윳값이 {\displaystyle \pm i\lambda _{1},\dots ,\pm i\lambda _{n}}이라고 하자. 그렇다면 {\displaystyle A}의 파피안 {\displaystyle \operatorname {pf} (A)}는 {\displaystyle \lambda _{i}}들의 곱이다. 즉, 식으로 쓰면 다음과 같다.
{\displaystyle \operatorname {pf} A=\operatorname {pf} {\begin{bmatrix}{\begin{matrix}0&\lambda _{1}\\-\lambda _{1}&0\end{matrix}}&0&\cdots &0\\0&{\begin{matrix}0&\lambda _{2}\\-\lambda _{2}&0\end{matrix}}&&0\\\vdots &&\ddots &\vdots \\0&0&\cdots &{\begin{matrix}0&\lambda _{n}\\-\lambda _{n}&0\end{matrix}}\end{bmatrix}}=\lambda _{1}\lambda _{2}\cdots \lambda _{n}}

## 성질
파피안은 항상 행렬 원소들에 대한 다항식이다. 예를 들어, 4×4 행렬의 경우 파피안은 다음과 같다.
{\displaystyle \operatorname {pf} {\begin{bmatrix}0&a&b&c\\-a&0&d&e\\-b&-d&0&f\\-c&-e&-f&0\end{bmatrix}}=af-be+dc}.
짝수 차원 반대칭 행렬의 고윳값은 {\displaystyle \pm i\lambda _{1},\dots ,\pm i\lambda _{n}}의 꼴이므로, 그 행렬식은 파피안의 제곱이다. 즉, 식으로 쓰면 다음과 같다.
{\displaystyle \det A=\lambda _{1}^{2}\lambda _{2}^{2}\cdots \lambda _{n}^{2}=\left(\operatorname {pf} A\right)^{2}}
홀수 차원 반대칭 행렬은 통상적으로 0으로 정의한다. 0×0 행렬의 파피안은 (0개의 수의 곱이므로) 통상적으로 1이다.
짝수 차원 반대칭 행렬 구문 분석 실패 (SVG (브라우저 플러그인을 통해 MathML 활성화 가능): "http://localhost:6011/ko.wikipedia.org/v1/" 서버에서 잘못된 응답 ('Math extension cannot connect to Restbase.'):): {\displaystyle A}
는 다음과 같이 2차 미분 형식 {\displaystyle \omega }로 나타낼 수 있다.
{\displaystyle \omega ={\frac {1}{2}}\sum _{i=1}^{2n}\sum _{j=1}^{2n}A_{ij}dx^{i}\wedge dx^{j}}.
그렇다면 그 파피안은 다음과 같다.
{\displaystyle \omega ^{n}/n!=\operatorname {pf} (A)\,dx^{1}\wedge \cdots \wedge dx^{2n}}

## 역사
파피안의 개념은 아서 케일리가 1852년의 한 논문에서 도입하였으며, 요한 프리드리히 파프의 이름을 땄다. 이 논문에서 케일리는 다음과 같이 적었다.
| “ | 파프의 미분 방정식에 대한 연구와 연관이 있으므로, 이런 유의 순열식(順列式)은 “파피안”이라고 부르도록 하겠다. […] the permutants of this class (from their connexion with the researches of Pfaff on differential equations) I shall term “Pfaffians.” | ” |
|   | — |   |

## 같이 보기
- 행렬식
- 폴리오미노
- 통계역학

## 참고 문헌
1. 1 2  Cayley, Arthur (1852). “On the theory of permutants”. 《Cambridge and Dublin Mathematical Journal》 (영어) 7: 40–51.